# 哈桑·塞温奇
哈桑·塞温奇（土耳其語：Hasan Sevinç，1933年—），土耳其男子摔跤运动员。他曾代表土耳其参加世界摔跤锦标赛，获得一枚银牌。他也曾参加1968年夏季奥林匹克运动会。